# Общинный дом в Трагхайме
Общинный дом в Трагхайме — первое здание, возникшее в районе бывших вальных укреплений Кёнигсберга. Благодаря большому фронтону, который выходил на улицу, и куполу маленькой башенки в стиле барокко здание можно отнести к церковным сооружениям.
Во время боёв в апреле 1945 года общинный дом был частично разрушен. Вскоре его восстановили, но уже без чердачного этажа, имевшего широкий плоский фронтон над средней частью здания. Здание выполняло функции места собрания для общины Трагхаймской кирхи Кёнигсберга. 
В настоящее время в здании находится Управление Калининградской и Балтийской епархии РПЦ. Здание располагается по адресу: Калининград, улица Иванникова, 18 (до 1945 года — Гроссгёршенштрассе, 2).